# Norwich
|  | Per a altres significats, vegeu «Norwich (desambiguació)». |

Norwich (pronunciat /ˈnɒrɪdʒ/ o també /ˈnɒrɪtʃ/) és una ciutat del Regne Unit, capital del comtat de Norfolk (Anglaterra). Fundada pels anglosaxons, va començar a ser important en l'època normanda. El seu port a la riba del Wensum i la proximitat a la mar del Nord va propiciar el seu creixement econòmic, afavorit pels immigrants flamencs. Aquests van donar a la ciutat el seu símbol: el canari. Durant el segle xi ja va ser la ciutat més gran de l'estat, i encara és una de les més poblades. A més del centre urbà, on el 2011 es van censar 132.512 habitants, cal incloure els dels districtes de la perifèria: Costessey, Taverham, Hellesdon, Bowthorpe, Old Catton, Sprowston i Thorpe St Andrew, que en total feien 213.166 habitants.

## Història
Època romana
La capital de la tribu celta dels icens estava situada molt a prop, a la vora del riu Tas, a uns 8 km al sud de l'actual Norwich, on ara està el poble de Caistor St Edmund. Els romans, després de vèncer la princesa Boudica, vers l'any 60, hi van instal·lar un campament que van anomenar Venta Icenorum amb la intenció d'establir la capital de la regió est. Venta Icenorum vol dir «el mercat dels icens». Cap a l'any 450 els romans van abandonar l'assentament i els anglosaxons van ocupar el seu lloc però van traslladar-se uns pocs quilòmetres i van fundar: Northwic (d'on ve el nom de Norwich),[10] Westwic (l'actual districte Norwich-over-the-Water) i un tercer assentament a Thorpe (als afores de l'actual Norwich). Hi ha un rodolí popular que fa recorda el fet que Norwich procedeix de l'antiga Venta Icenorum: "Caistor era una ciutat quan Norwich no ho era, Norwich es va construir amb pedres de Caistor."
Dels danesos a la conquesta normanda

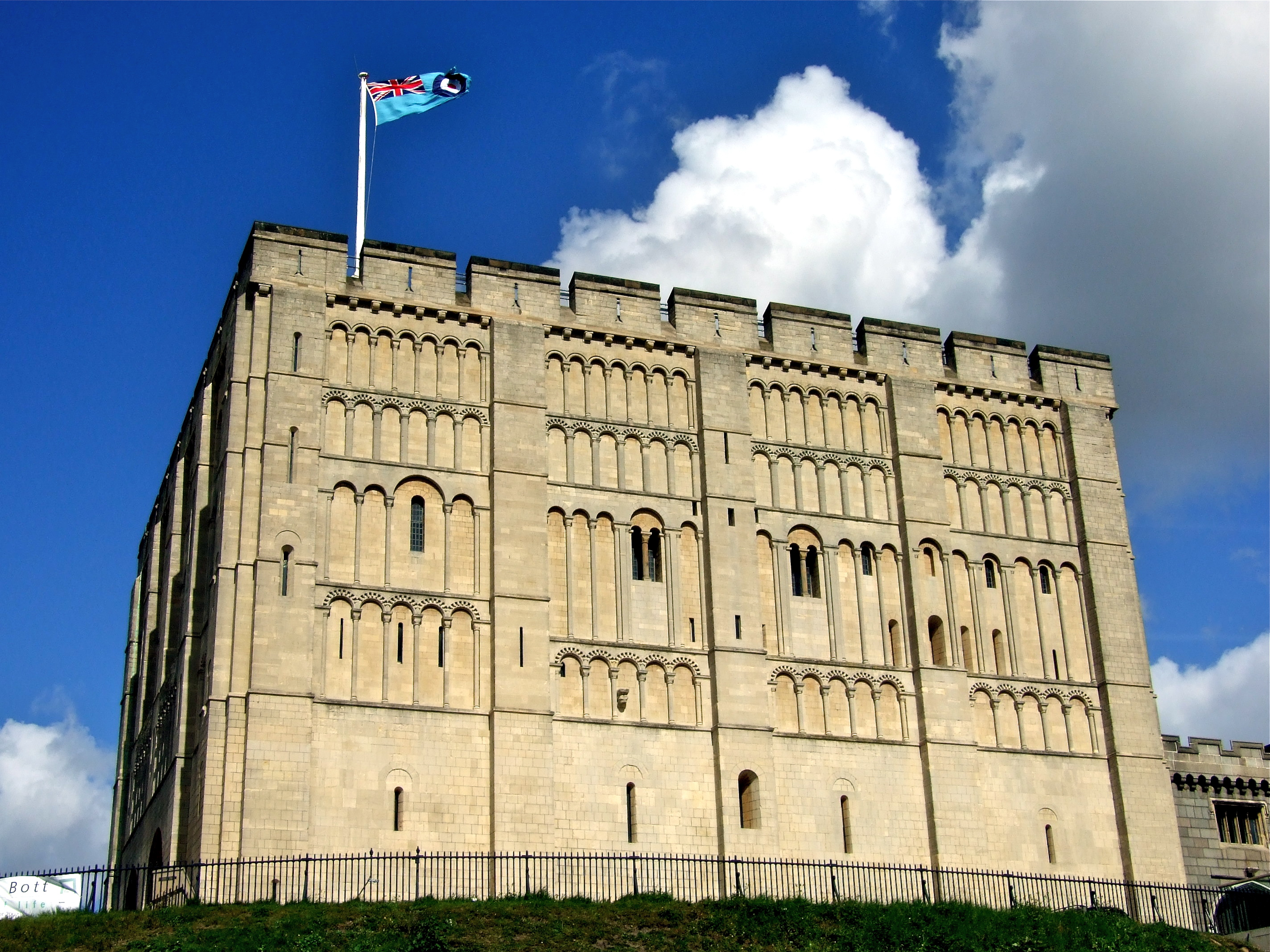
Castell de Norwich, construït pels normands al s.XII

Norwich va ser una pròspera ciutat anglosaxona, capital d'East Anglia fins que el 1004 va ser atacada i incendiada per Sven Tveskæg rei dels danesos. S'han trobat monedes amb el segell de Mèrcia i fragments de ceràmica de Renània del segle VIII que suggereixen enllaços comercials amb punts llunyans. Entre el 924 i el 939, els tres sectors abans esmentats ja estaven units i formaven una sola ciutat, Norwich. En aquesta època s'encunyava moneda pròpia, el nom està escrit Norvic, segons l'escriptura dels danesos. Quan la conquesta normanda d'Anglaterra, Norwich era una de les ciutats grans, ja que segons es dedueix del registre anomenat Domesday Book, hi havia unes 25 esglésies i una població entre 5.000 i 10.000 habitants. El riu Wensum era emprat com a ruta d'exportació, ja que enllaçava amb els rius Yare i Gran Yarmouth, que servia de port de Norwich. Els normands van enderrocar 98 cases dels saxons per fer espai per edificar un castell. L'any 1096, Herbert de Losinga, bisbe de Thetford, va manar la construcció d'una catedral, per a la qual es va fer servir pedra procedent de Caen (Normandia). Les pedres de la catedral arribaven mitjançant un canal (on està l'actual Pulls Ferry) fet expressament. Quan la catedral va estar gairebé acabada, el bisbe hi va traslladar la seva seu. El rei Enric II d'Anglaterra va concedir el 1158 a Norwich va una carta de privilegis i Ricard Cor de Lleó en va fer una altra el 1194. Després d'una revolta que va succeir el 1274, dels pobres contra les comunitats de monjos de Norwich, tota la ciutat va ser excomunicada pel papa. Per aixecar aquest càstig els ciutadans van haver de pagar la construcció d'una portalada d'accés a la catedral, la porta de sant Ethelbert.
Edat mitjana

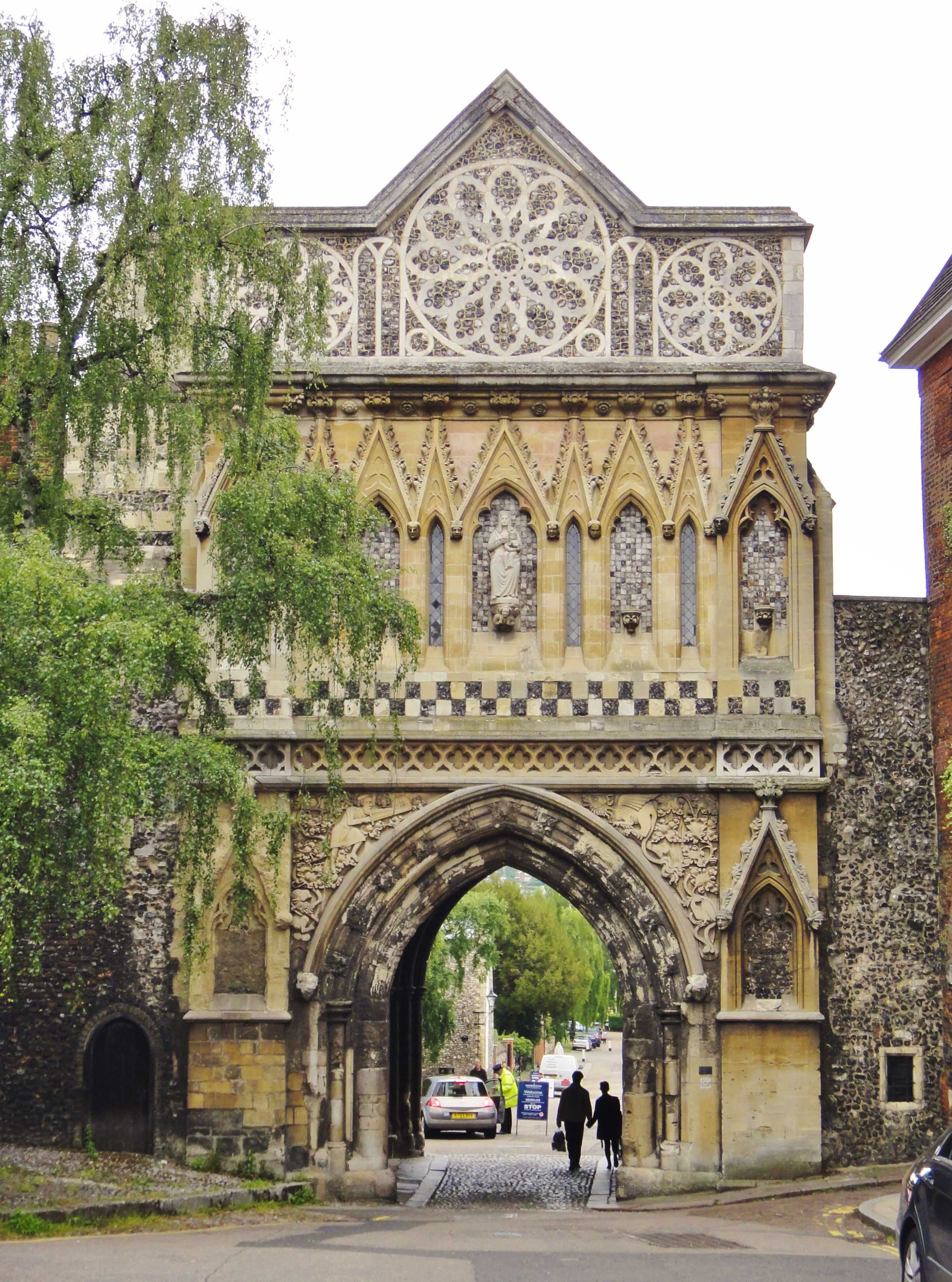
Portalada de sant Ethelbert.

Hi ha constància de l'existència d'una comunitat jueva a Norwich durant l'edat mitjana. El 1144 van ser acusats de perpetrar una mort ritual a un noi anomenat Guillem. Aquest noi va adquirir la consideració de màrtir i li van dedicar una capella a la catedral. L'any 1174, la ciutat va ser saquejada pels flamencs. El febrer del 1190, la discòrdia envers els jueus va acabar en una massacre, només se'n van salvar uns pocs que es van refugiar dins el castell. L'any 2004, durant les excavacions per fer un centre comercial es van trobar els ossos pertanyents a 17 individus, 11 dels quals eren nens, els quals s'han identificat amb les víctimes de la matança de jueus.
El comerç de la llana va enriquir Norwich. Hi havia una seu a la ciutat de la Lliga Hanseàtica. Entre el 1280 i el 1340 es van construir les muralles, que tenien un perímetre de 4 km, i encabien una àrea superior a la de Londres en aquella època.
Del 1485 al 1640
El 1549 Robert Kett, amb el suport dels més pobres, va alçar una revolta contra les taxes que Eduard Seymour, regent d'Eduard VI d'Anglaterra, havia imposat sobre les terres comunals.
En aquesta època van arribar protestants que fugien de les persecucions religioses als Països Baixos i van arribar a constituir un terç de la població local. Potser en resposta al cas Robert Kett, Norwich va ser la primera ciutat on es va aplicar la llei elisabetiana per pal·liar la pobresa (1597). Els emigrants flamencs van introduir tècniques innovadores de teixir i també van portar canaris, ocell que va esdevenir la mascota de la ciutat (que identifica els aficionats al club de futbol Norwich City Football Club). Anthony de Solempne, un d'aquests forasters, va instal·lar la primera impremta el 1567.
Era moderna
Durant la guerra civil va esclatar accidentalment la reserva de pólvora que tenien els parlamentaris i va causar una gran destrucció. Tot i patir alguns brots de còlera, al segle xviii la ciutat tenia gairebé 30.000 habitants. A la ciutat hi havia dues faccions polítiques, els Whig i els Tory, que es discutien violentament, però això no va impedir que en la Revolució Gloriosa la ciutat donés la benvinguda a Guillem d'Orange. Amb el temps els polítics van fer d'aquesta una ciutat corrupta, comprant vots.
En la dècada del 1790 el mercat local de la llana va experimentar una crisi deguda a la forta competència de les fàbriques de Yorkshire i el cotó de Lancashire, cosa que es va agreujar amb la pèrdua de compradors europeus en entrar en guerra amb França.
Del 1808 al 1814, Norwich va tenir una estació de telegrafia que comunicava l'oficina del departament de defensa (Admiralty), situat a Londres, amb els vaixells de l'armada ancorats al port de Great Yarmouth. L'any 1897 es va establir una base militar permanent anomenada Britannia Barracks.
Norwich va patir bombardeigs durant la Segona Guerra Mundial, que van afectar gran part del nucli antic i dels edificis victorians del centre. També les fàbriques i l'estructura ferroviària van ser objectiu de les bombes. Els atacs més devastadors van passar durant la nit del 27 al 28 d'abril del 1942.

## Administració
Des de la llei de govern local del 1972, l'administració de Norwich depèn de dos organismes. En el nivell superior està el Consell del Comtat de Norfolk, que s'ocupa de serveis com: les escoles, serveis socials i biblioteques. El nivell inferior està l'ajuntament (Norwich City Council), que te competència sobre construcció i urbanisme, lleure i turisme. L'ajuntament està format per 39 regidors, els quals representen 13 districtes (wards), és a dir tres regidors per districte.
El càrrec d'alcalde (mayor) es va crear el 1403 i va ser ascendit a Lord Mayor, pel rei Eduard VII el 1910, càrrec que antigament a més de ser una figura representativa, tenia força poder executiu. Des del 1404 Norwich va tenir dos càrrecs més de govern, el sheriffs. Des del 1835 aquests dos sheriffs van quedar reduïts a un i, actualment només té funcions protocol·làries.
El 2006 Norwich va proposar deixar de dependre del comtat de Norfolk i formar una administració pròpia del tipus autoritat unitària, però va ser rebutjada. El febrer del 2010 s'anava a aprovar aquesta proposta, però va haver força arguments en contra per part del consell del comtat i després de les eleccions d'aquell any el partit conservador va provar de tirar enrere els plans. El cas va arribar al tribunal suprem, que va decidir anul·lar l'aprovació d'autoritat unitària.

## Clima
Norwich té un clima relativament temperat i humit. Les pluges estan repartides durant tot l'any i la proximitat a la mar del Nord fa que es produeixin episodis de neu i boira.
La temperatura més elevada en els darrers anys es va enregistrar a l'estació meteorològica de Coltishall (33,1 °C) durant el juny del 1976. Però anant més enrere en el temps, el 1932, la temperatura màxima va ser de 35,6 °C. Generalment la temperatura mitjana en els mesos càlids és de 28,8 °C i durant 9,9 dies a l'any s'enregistren 25,1 °C o més.
La temperatura més baixa enregistrada a Coltishall va ser de −15,3 °C durant el gener del 1979. Però en un any típic la temperatura més baixa només arriba a −7.5 °C. De mitjana hi ha 39,4 gebrades a l'any. Més recentment a l'aeroport de Norwich el termòmetre va marcar −14,4 °C el 18 de desembre del 2010 i en diversos punts de la ciutat (estacions no oficial) es van detectar −17 i −18 °C .

## Economia

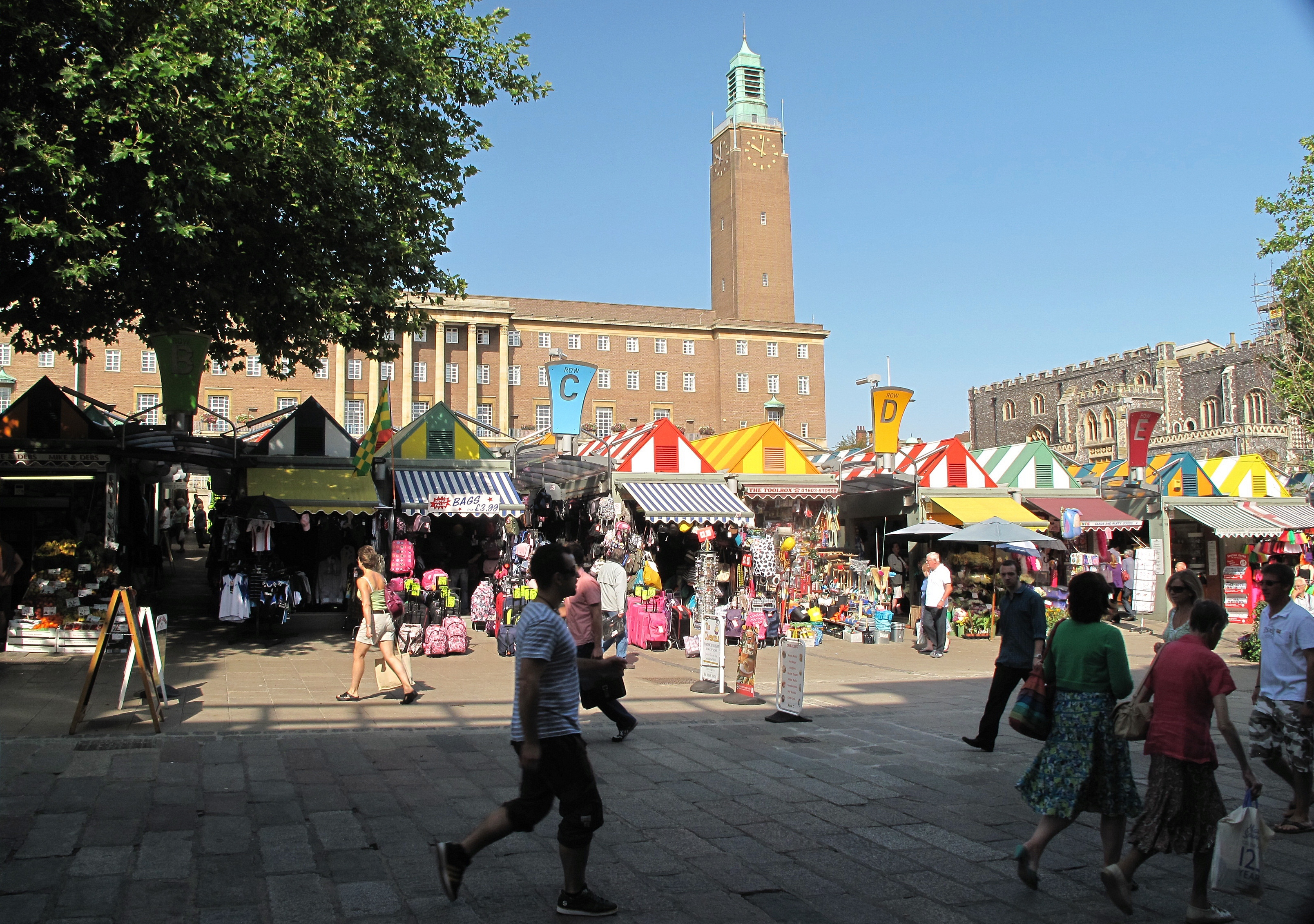
Mercat de Norwich

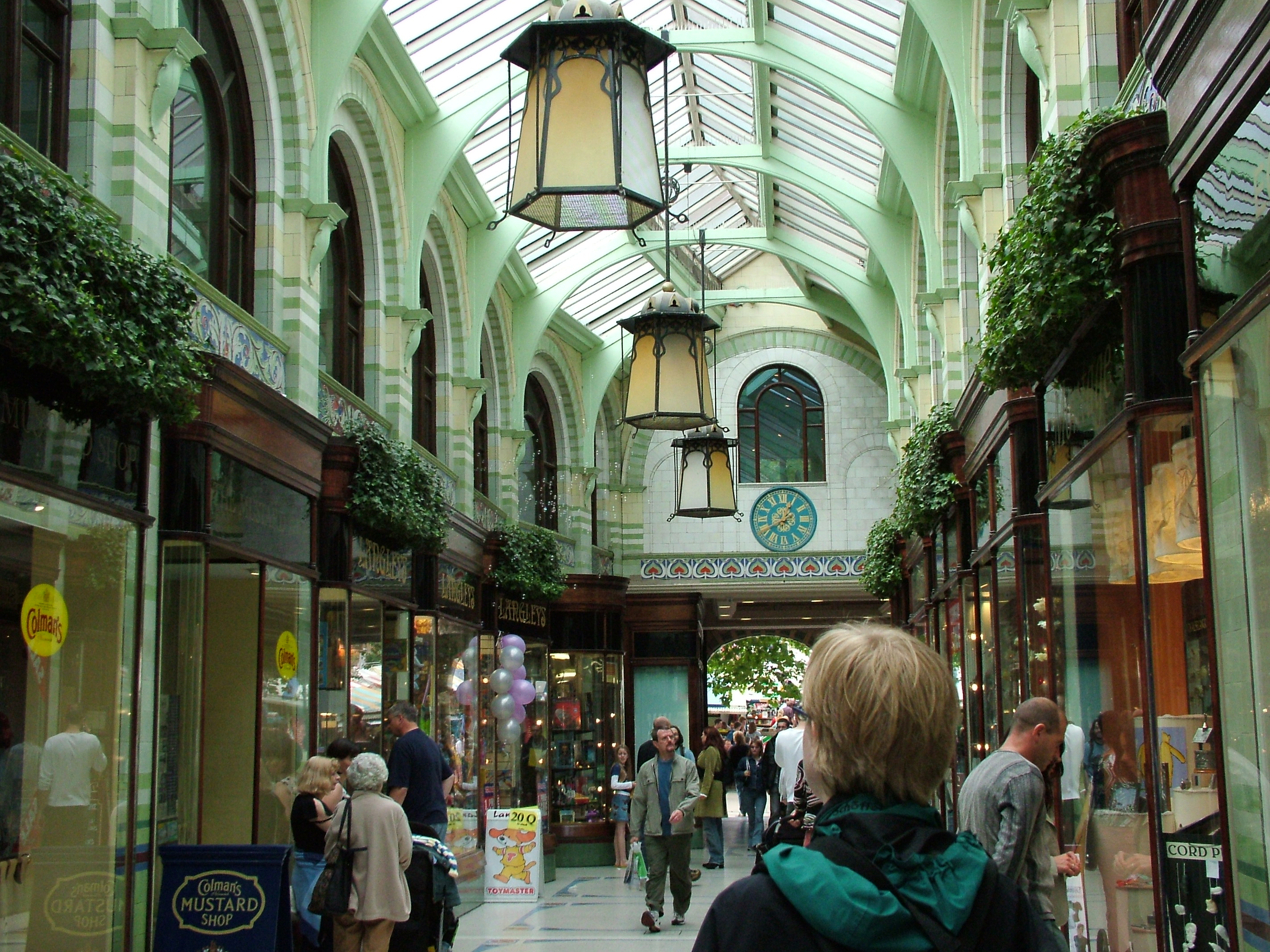
Centre comercial Royal Arcade.

Des de començaments segle XX a Norwich hi ha indústria de diversos tipus: calçat (són famoses les marques Start-rite, Van Dal), vestit, fusteria (destaca la casa de mobles Arthur Brett and Sons), enginyeria estructural i disseny d'aeronaus. D'aquest darrer sector els més importants són Boulton & Paul, Barnards (inventors d'una màquina per produir tela metàl·lica), i la també líder en enginyeria elèctrica Laurence Scott and Electromotors.
Norwich té a més una llarga tradició en la producció de xocolata. L'empresa més destacada és la Caley's, que va començar comercialitzant aigua envasada i després es va dedicar a la producció de xocolata i galetes per al Nadal. Aquest negoci va passar el 1953 a Tom Smith, el 1930 la va adquirir Mackintosh i el 1969 es va fusionar amb Rowntree's, finalment la va comprar Nestlé el 1969 i la fabrica va tancar el 1998 perquè la van traslladar a York. La marca Caley's de xocolata ha tornat a sortir al mercat però ja no es fabrica a Norwich.
Una altra producció que ha donat feina a la ciutat és la cervesa, les principals marques locals són Morgans, Steward and Patteson, Youngs Crawshay and Youngs, Bullard and Son i Norwich Brewery. De totes aquestes avui dia només es fabrica la Norwich Brewery. La mostassa és un altre producte local amb tradició, la marca Colman's es va fundar el 1814. 
Archant és una important editorial situada a Norwich. El 2012 es va crear al sud-oest de la ciutat un polígon per a la recerca de nous productes, conegut per les inicials NRP, on han sorgit 30 empreses en col·laboració amb les universitats d'East Anglia i l'Escola Hospital Universitari de Norfolk.
Actualment els sectors econòmic que dona més llocs de treball són: finances i negocis (31%), serveis públics (26%), botigues (12%), fàbriques (8%) i turisme (7%). La taxa d'atur a l'àrea urbana i a la ciutat el gener del 2014 eren respectivament: 2,7% i 3,7%, mentre que a la resta de l'estat era del 3%.

## Demografia

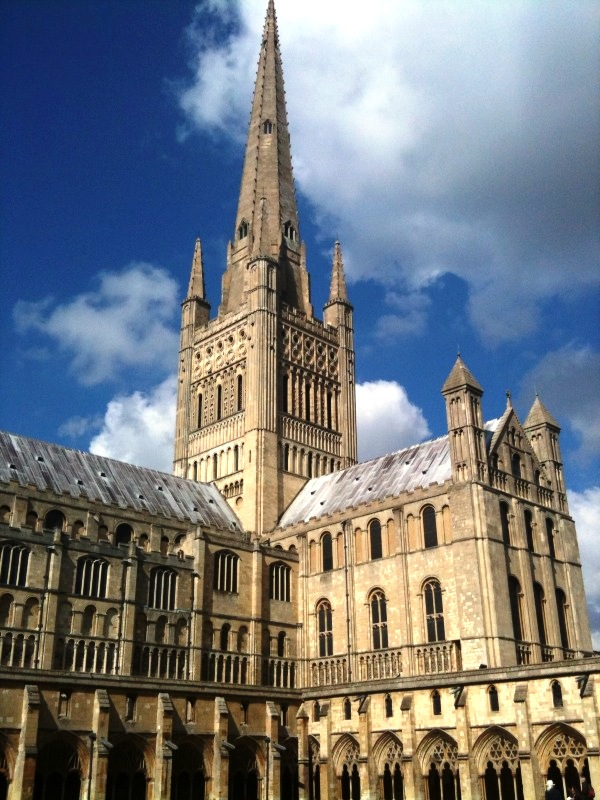
Catedral de Norwich

| Any   | Habitants | Creixement | Any  | Habitants | Creixement |
| ----- | --------- | ---------- | ---- | --------- | ---------- |
| 1801  | 35.633    |            | 1951 | 110.633   | −1,8%      |
| 1821  | 48.792    | +36,9%     | 1961 | 116.231   | +5,1%      |
| 1841  | 60.418    | +23,8%     | 1971 | 122.118   | +5,1%      |
| 1861  | 70.958    | +17,4%     | 1981 | 119.764   | −1,9%      |
| 1881  | 79.977    | +12,7%     | 1991 | 127.074   | +6,1%      |
| 1901  | 100.815   | +26,1%     | 2001 | 121.553   | −4,3%      |
| 1921  | 112.533   | +11,6%     | 2011 | 132.512   | +9%        |
| 1941  | 112.669   | +0,1%      |      |           |            |
| Font: |           |            |      |           |            |

## Llocs d'interès
- La catedral[30]
- El castell de Norwich
- La torre Cow, un antic dipòsit de pólvora.
- El Dragon Hall, edifici del patrimoni nacional grau II, llotja on es reunien els mercaders.
- El Forum, on està la biblioteca, l'emisora de ràdio i sales de conferències.
- Pulls Ferry la resclosa del canal que es va construir per portar les pedres amb què es va fer la catedral.
- El museu de la mostassa.
- El museu del regiment.
- El museu de l'aviació.
- El Norwich Arts Center, un auditori que ocupa l'edifici de l'antiga església de sant Swithin.

## Esports
A la ciutat hi ha dos equips de futbol importants: el Norwich City (dits "els canaris") i el Norwich United. També hi ha un club d'atletisme, City of Norwich AC (CoNAC), un de rugbi, el Norwich Lions i un d'handbol, el Norwich HC. L'hoquei sobre herba té molts aficionats, ja que hi ha cinc clubs. Hi ha, a més, diversos clubs de rem que practiquen a les aigües del riu.

## Agermanaments
Norwich té relacions d'agermanament amb:
- Rouen (França)
- Coblença (Alemanya)
- Novi Sad (Sèrbia)

## Fills il·lustres
- Philip Pullman escriptor famós
- Edward Miller compositor (1731-1807)
- Marian Arkwright compositora (1863-1922)
- Alfred R. Gaul organista i compositor (1837-1913)
- Thomas Morley madrigalista.
- Peter Barlow matemàtic (1776-1862)
- George Perry (compositor) (1793-1862) violinista organista i compositor musical.
- James Hook (1746-1827) organista i compositor.
- Sarah Ann Glover (1785-1867) pedagoga musical